# Municipio de Osco
El municipio de Osco (en inglés: Osco Township) es un municipio ubicado en el condado de Henry en el estado estadounidense de Illinois. En el año 2010 tenía una población de 459 habitantes y una densidad poblacional de 4,85 personas por km².

## Geografía
El municipio de Osco se encuentra ubicado en las coordenadas 41°22′5″N 90°15′39″O / 41.36806, -90.26083. Según la Oficina del Censo de los Estados Unidos, el municipio tiene una superficie total de 94.55 km², de la cual 94,55 km² corresponden a tierra firme y (0 %) 0 km² es agua.

## Demografía
Según el censo de 2010, había 459 personas residiendo en el municipio de Osco. La densidad de población era de 4,85 hab./km². De los 459 habitantes, el municipio de Osco estaba compuesto por el 98,47 % blancos, el 0,44 % eran asiáticos y el 1,09 % eran de una mezcla de razas. Del total de la población el 0,65 % eran hispanos o latinos de cualquier raza.